# Jürgen Heun
Jürgen Heun (ur. 26 maja 1958 w Günthersleben-Wechmar) – wschodnioniemiecki piłkarz grający na pozycji napastnika, reprezentant kraju, trener piłkarski.

## Kariera
Seniorską karierę rozpoczynał w 1976 roku w Rot-Weiß Erfurt. W klubie tym grał do zakończenia kariery w 1993 roku, rozgrywając 400 ligowych meczów i strzelając 131 goli. Z Rot-Weiß Erfurt zajął m.in. trzecie miejsce w Oberlidze NRD w sezonie 1990/1991. W latach 1980–1985 zagrał 17 meczów w reprezentacji NRD, debiutując 7 maja 1980 roku w zremisowanym 2:2 towarzyskim meczu z ZSRR. W reprezentacji strzelił cztery gole,
Po zakończeniu kariery piłkarskiej był trenerem w takich klubach, jak FC Erfurt Nord, FC Eisenach i SpVgg Siebleben 06.

## Statystyki ligowe
| Sezon     | Klub            | Liga          | Mecze | Gole |
| --------- | --------------- | ------------- | ----- | ---- |
| 1976/1977 | Rot-Weiß Erfurt | DDR-Oberliga  | 10    | 1    |
| 1977/1978 | Rot-Weiß Erfurt | DDR-Oberliga  | 20    | 0    |
| 1978/1979 | Rot-Weiß Erfurt | DDR-Oberliga  | 24    | 11   |
| 1979/1980 | Rot-Weiß Erfurt | DDR-Oberliga  | 23    | 5    |
| 1980/1981 | Rot-Weiß Erfurt | DDR-Oberliga  | 25    | 11   |
| 1981/1982 | Rot-Weiß Erfurt | DDR-Oberliga  | 26    | 16   |
| 1982/1983 | Rot-Weiß Erfurt | DDR-Oberliga  | 25    | 12   |
| 1983/1984 | Rot-Weiß Erfurt | DDR-Oberliga  | 24    | 6    |
| 1984/1985 | Rot-Weiß Erfurt | DDR-Oberliga  | 25    | 7    |
| 1985/1986 | Rot-Weiß Erfurt | DDR-Oberliga  | 26    | 8    |
| 1986/1987 | Rot-Weiß Erfurt | DDR-Oberliga  | 26    | 8    |
| 1987/1988 | Rot-Weiß Erfurt | DDR-Oberliga  | 25    | 15   |
| 1988/1989 | Rot-Weiß Erfurt | DDR-Oberliga  | 23    | 7    |
| 1989/1990 | Rot-Weiß Erfurt | DDR-Oberliga  | 15    | 3    |
| 1990/1991 | Rot-Weiß Erfurt | DDR-Oberliga  | 24    | 2    |
| 1991/1992 | Rot-Weiß Erfurt | 2. Bundesliga | 29    | 7    |
| 1992/1993 | Rot-Weiß Erfurt | Oberliga      | 30    | 10   |